# Begonia palmata
Begonia palmata es una especie de planta perenne perteneciente a la familia Begoniaceae. Se encuentra en Asia donde se distribuye por Asia.

## Descripción
Son hierbas aromáticas, que alcanzan un tamaño de 20-90 cm de altura. Los rizomas son alargados, de 2,1 cm de diámetro. Tiene el tallo erecto, marrón velloso, flocosa-pubescentes o tomentoso. Hojas basales y caulinares; con estípulas caducas, estrechamente ovadas, a 2,8 × 1,8 cm, margen ciliado, ápice cuspidado; pecíolo de 5-40 mm, marrón velloso, flocosa-pubescente o tomentoso; pala asimétrica, ovadas o achatada orbicular, 12 - 33 × 27.6 cm, venación palmeada, 5-10-nervadas, ligeramente cordadas a cordadas, denticulados margen remota y superficial, superficialmente a claramente divididas; lóbulos 3-7, ápice acuminado a largo acuminado. Las inflorescencias tomentosas; brácteas caducas, ovadas, 0.7-1.5 cm × 4-8 mm, marrón envés velloso o tomentoso, margen ciliado, el ápice agudo. Flores estaminadas: pedicelo de 1-2 cm; tépalos 4, de color blanco a rosa. Flores pistiladas: pedicelo 1-2 cm; tépalos 5 (-7), desiguales. El fruto es una cápsula obovoide, de 15 × 8 mm, dcon tres alas desiguales; oblonga el ala abaxial u oblicua-triangular y las alas laterales mucho más pequeñas. Fl. Junio-agosto, noviembre-diciembre, fr. Julio-Nov. Tiene un número de cromosomas de 2 n = 22 *, 24 *.

## Distribución y hábitat
Se encuentra en los bosques siempreverdes de latifoliadas, en vegetación arbustiva, por los arroyos o en las laderas de los valles, entre las rocas en ambientes húmedos, cerca de los arroyos; a una altitud de 100-3200 metros, en Fujian, Cantón, Guangxi, Guizhou, Hainan, Hunan, Jiangxi, Sichuan, Taiwán, Xizang y Yunnan en China y en Bangladés, Bután, India, Laos, Birmania, Nepal, Tailandia y Vietnam.

## Taxonomía
Begonia palmata fue descrita por David Don y publicado en Prodromus Florae Nepalensis 223. 1825.
Etimología
Begonia: nombre genérico, acuñado por Charles Plumier, un referente francés en botánica, honra a Michel Bégon, un gobernador de la excolonia francesa de Haití, y fue adoptado por Linneo.
palmata: epíteto que deriva de la palabra griega: palma, παλαμη = "palma, palmada" que se refiere a una característica de la planta.
Sinónimos
- - Begonia bowringiana Champ. ex Benth., Hooker's J. Bot. Kew Gard. Misc. 4: 120. 1852.
  - Begonia crassisetulosa (Irmsch.) F.A.Barkley & Golding, Sp. Begon., ed. 2: 24. 1974.
  - Begonia edulis var. henryi H.Lév., Repert. Spec. Nov. Regni Veg. 7: 20. 1909.
  - Begonia ferruginea Hayata, J. Coll. Sci. Imp. Univ. Tokyo 30(1): 123. 1911, nom. illeg.
  - Begonia laciniata Roxb., Fl. Ind. ed. 1832, 3: 649. 1832.
  - Begonia laciniata subsp. bowringiana (Champ. ex Benth.) Irmsch., Mitt. Inst. Allg. Bot. Hamburg 10: 533. 1939.
  - Begonia laciniata subsp. difformis Irmsch., Mitt. Inst. Allg. Bot. Hamburg 10: 533. 1939.
  - Begonia laciniata subsp. flava (C.B.Clarke) Irmsch., Mitt. Inst. Allg. Bot. Hamburg 10: 529. 1939.
  - Begonia laciniata subsp. khasiana Irmsch., Mitt. Inst. Allg. Bot. Hamburg 10: 529. 1939.
  - Begonia laciniata subsp. laevifolia Irmsch., Notes Roy. Bot. Gard. Edinburgh 21: 43. 1951.
  - Begonia laciniata subsp. nepalensis (A.DC.) Irmsch., Mitt. Inst. Allg. Bot. Hamburg 10: 526. 1939.
  - Begonia laciniata subsp. principalis Irmsch., Mitt. Inst. Allg. Bot. Hamburg 10: 530. 1939.
  - Begonia laciniata var. bowringiana (Champ. ex Benth.) A.DC., Prodr. (Candolle) 15(1): 348. 1864.
  - Begonia laciniata var. crassisetulosa Irmsch., Mitt. Inst. Allg. Bot. Hamburg 10: 532. 1939.
  - Begonia laciniata var. flava C.B.Clarke, Fl. Brit. India (J.D.Hooker) 2: 645. 1879.
  - Begonia laciniata var. nepalensis A.DC., Prodr. (Candolle) 15(1): 348. 1864.
  - Begonia laciniata var. tuberculosa C.B.Clarke, Fl. Brit. India (J.D.Hooker) 2: 645. 1879.
  - Begonia palmata var. bowringiana (Champ. ex Benth.) Golding & Kareg., Phytologia 54: 494. 1984.
  - Begonia palmata var. crassisetulosa (Irmsch.) Golding & Kareg., Phytologia 54: 495. 1984.
  - Begonia palmata var. difformis (Irmsch.) Golding & Kareg., Phytologia 54: 495. 1984.
  - Begonia palmata var. khasiana (Irmsch.) Golding & Kareg., Phytologia 54: 495. 1984.
  - Begonia palmata var. laevifolia (Irmsch.) Golding & Kareg., Phytologia 54: 495. 1984.
  - Begonia palmata var. principalis (Irmsch.) Golding & Kareg., Phytologia 54: 495. 1984.
  - Begonia principalis (Irmsch.) F.A.Barkley & Golding, Sp. Begon., ed. 2: 101. 1974.
  - Begonia randaiensis Sasaki, List Pl. Formos.: 301. 1928.
  - Begonia roylei K.Koch, Berliner Allg. Gartenzeitung 10: 75. 1857.
  - Doratometra bowringiana (Champ. ex Benth.) Seem., Bot. Voy. Herald: 379. 1857.[4]

Híbridos
- Begonia × chungii
- Begonia × venusta